# Anapausoides longula
Anapausoides longula är en skalbaggsart som beskrevs av Stefan von Breuning 1973. Anapausoides longula ingår i släktet Anapausoides och familjen långhorningar. Inga underarter finns listade i Catalogue of Life.